# Station Gdynia Leszczynki
Station Gdynia Leszczynki is een spoorwegstation de wijk Leszczynki in de Poolse plaats Gdynia.